# ابادو (اغيسي)
ابادو هو دُوَّار يقع بجماعة سيدي عيسى الركراكي، إقليم الصويرة، جهة مراكش آسفي في المملكة المغربية. ينتمي الدوّار لمشيخة اغيسي التي تضم 9 دواوير. يقدر عدد سكانه بـ 615 نسمة حسب الإحصاء الرسمي للسكان والسكنى لسنة 2004.

## روابط خارجية
- البوابة الوطنية للجماعات الترابية
- المندوبية السامية للتخطيط